# Luigi Franchi di Pont
Luigi Franchi di Pont (Torino, 20 gennaio 1803 – Centallo, 3 settembre 1882) è stato un politico italiano.

## Biografia
Avvocato, fondatore della Reale Società Ginnastica di Torino, si impegnò attivamente nel rinnovamento del sistema scolastico subalpino dell'epoca.
Fu Deputato del Regno di Sardegna in tre legislature.